# Chamber Music Society
Chamber Music Society från 2010 är Esperanza Spaldings tredje musikalbum i eget namn.

## Låtlista
Alla sånger är skrivna av Esperanza Spalding om inte annat anges.
1. Little Fly – 3:33
2. Knowledge of Good and Evil – 7:59
3. Really Very Small – 2:44
4. Chacarera (Leonardo Genovese) – 7:28
5. Wild is the Wind (Dimitri Tiomkin/Ned Washington) – 5:37
6. Apple Blossom – 6:03
7. As a Sprout – 0:42
8. What a Friend – 4:55
9. Winter Sun – 6:49
10. Inutil paisagem (Antônio Carlos Jobim/Aloysio de Oliveira) – 4:38
11. Short and Sweet – 5:53

## Medverkande
- Esperanza Spalding – bas, sång
- Leo Genovese – piano
- Terri Lyne Carrington – trummor
- Quintino Cinalli – slagverk
- Entcho Todorov – violin
- Lois Martin – viola
- David Eggar – cello
- Gretchen Parlato – sång (spår 2, 10)
- Milton Nascimento – sång (spår 6)
- Ricardo Vogt – gitarr (spår 6)

## Listplaceringar i Norden
| Lista (2010) | Topplacering |
| ------------ | ------------ |
| Norge        | 13           |